# Kårvåg
Kårvåg is een plaats in de Noorse gemeente Averøy, provincie Møre og Romsdal. Kårvåg telt 271 inwoners (2007) en heeft een oppervlakte van 0,41 km².